# Love (Mika Nakashima)
Love (reso graficamente LØVE) è il secondo album in studio della cantante giapponese Mika Nakashima, pubblicato nel 2003.

## Tracce
1. Venus in The Dark – 6:05
2. Love Addict – 7:17
3. aroma – 6:18
4. Yuki no Hana (雪の華) – 5:43
5. RESISTANCE (album version) – 4:56
6. FIND THE WAY – 5:28
7. marionette – 5:14
8. Seppun (接吻) – 6:04
9. You send me love – 5:00
10. Be in Silence – 5:39
11. LOVE NO CRY – 5:18
12. Aishiteru (愛してる; album version) – 5:35
13. LAST WALTZ – 4:10